# Decadimento mediato da un nonsenso
Il decadimento mediato da un nonsenso (o NMD, dall'inglese nonsense mediated decay) è un meccanismo cellulare di sorveglianza di mRNA per scoprire mutazioni nonsenso e prevenire l'espressione di proteine tronche o erronee. Nei mammiferi, l'NMD è provocato dai complessi di giunzione esonica (EJC), che sono inizialmente depositati durante lo splicing pre-mRNA. Normalmente, un EJC è rimosso da un ribosoma durante la prima fase della traduzione dell'mRNA. La presenza di un EJC a valle è identificato come un problema da parte dei fattori NMD e l'RNA è degradato, ad esempio dal complesso esosoma. Con poche eccezioni infatti, un EJC non è depositato a valle di un normale codone di stop. In altri organismi, tra cui il lievito e la Drosophila melanogaster, NMD è innescato da un meccanismo completamente diverso. La chiave di questo meccanismo sembra essere la sequenza di mRNA a valle di stop codoni prematuri o di normali stop codoni.